# Neutronium
Neutronium, neutrontillstånd eller neutronfluidum är en tänkt fas av materia som uppstår vid extremt högt tryck.
Termen neutronium myntades av vetenskapsmannen Andreas von Antropoff redan 1926. Han såg framför sig ett "grundämne noll" bestående av endast neutroner och inga protoner, som skulle placeras längst upp i en ny version av det periodiska systemet. Termens innebörd har med tiden ändrats och betecknar idag den neutrondegenererade materia som neutronstjärnors kärnor antas bestå av.
Termen neutronium används främst inom populärlitteratur och sällan i vetenskapliga sammanhang eftersom
- Det finns ingen globalt accepterad definition för termen.
- Det råder osäkerhet kring de exakta egenskaperna för materialet i neutronstjärnors kärnor.